# Emily McColl
Emily McColl (Wellington, 1 de novembro de 1985) é uma futebolista profissional neozelandesa que atua como meia.

## Carreira
Emily McColl fez parte do elenco da Seleção Neozelandesa de Futebol Feminino, nas Olimpíadas de 2008.